# FWD Model B

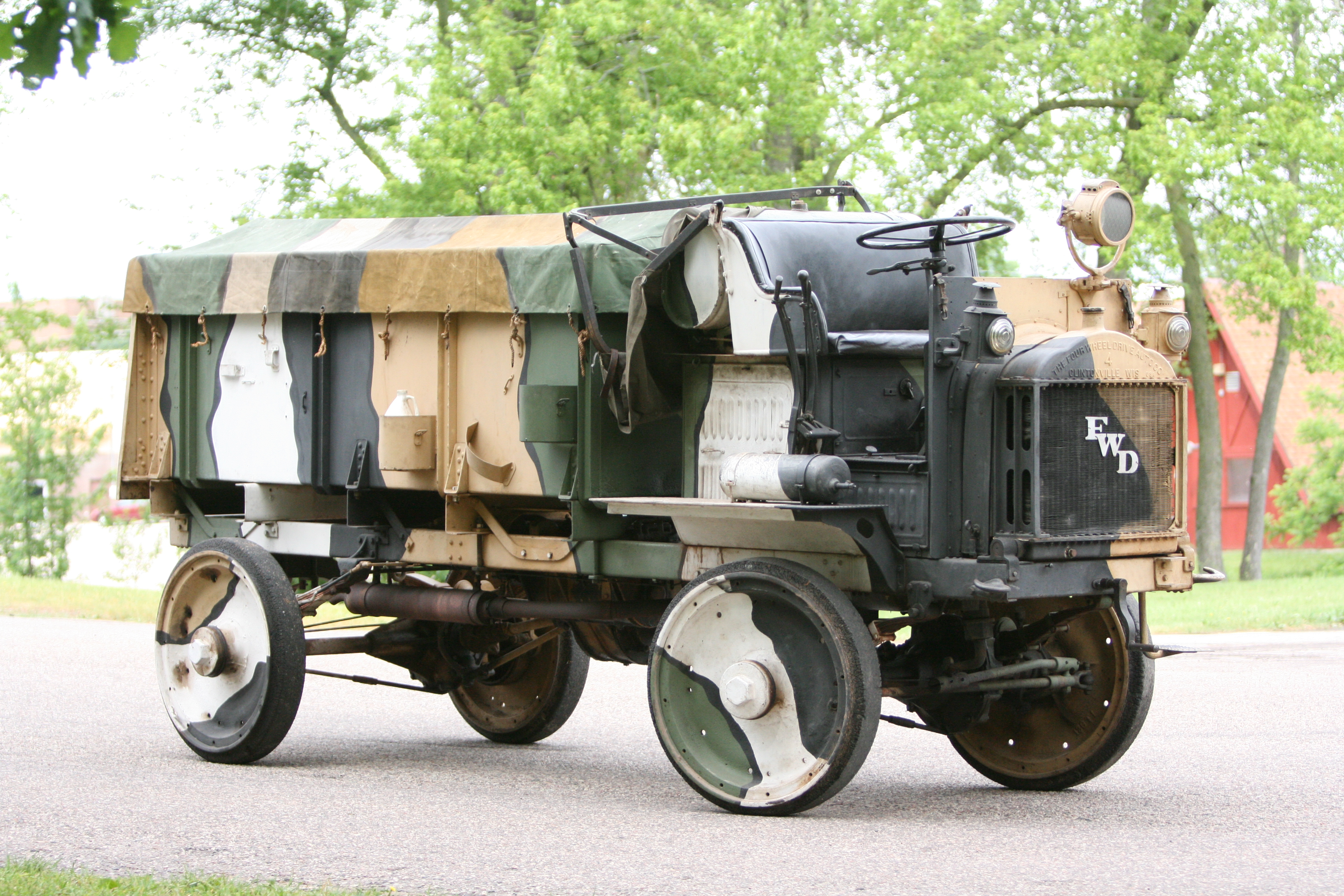
Model B voor het transport van munitie

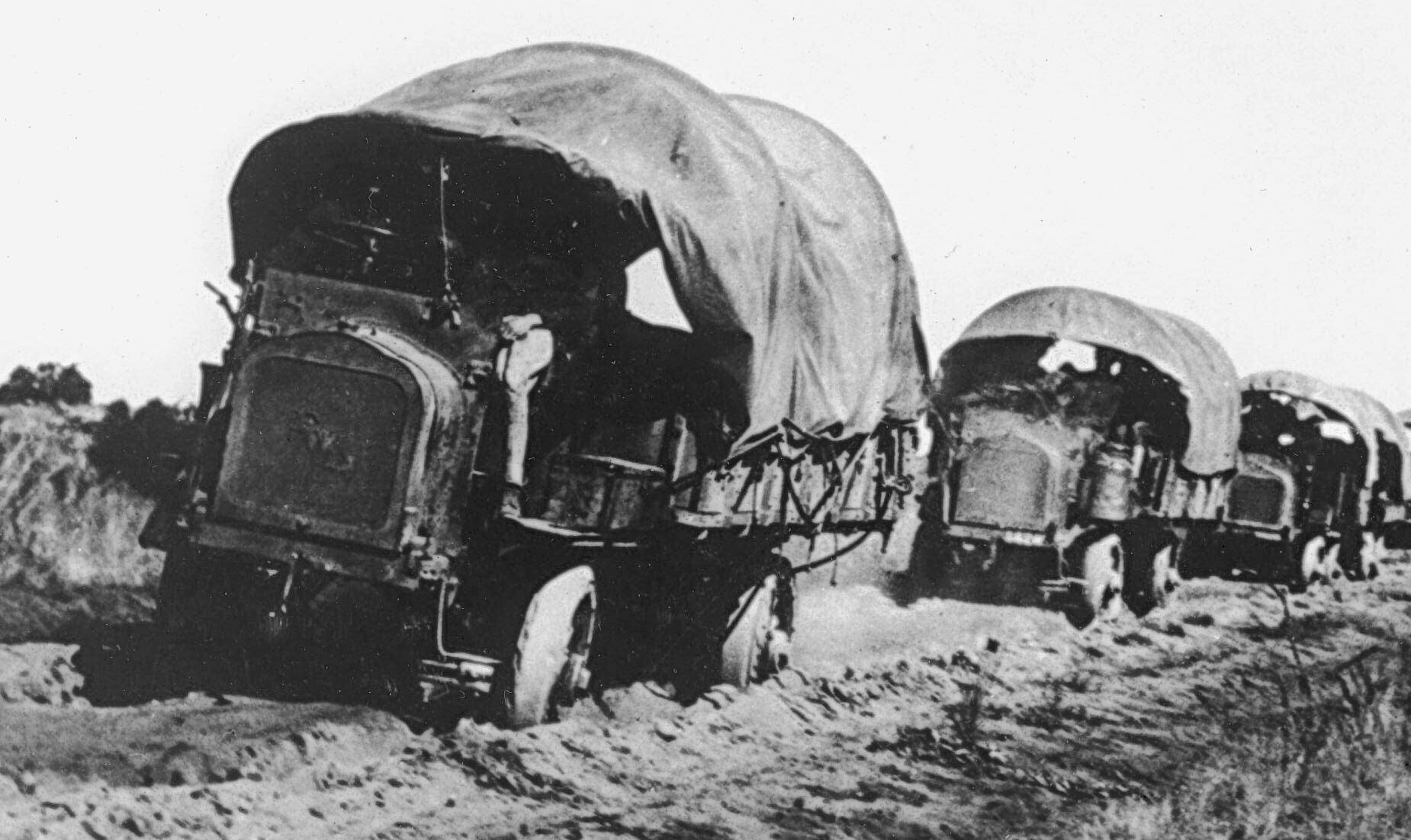
Model B op slechte weg in Mexico

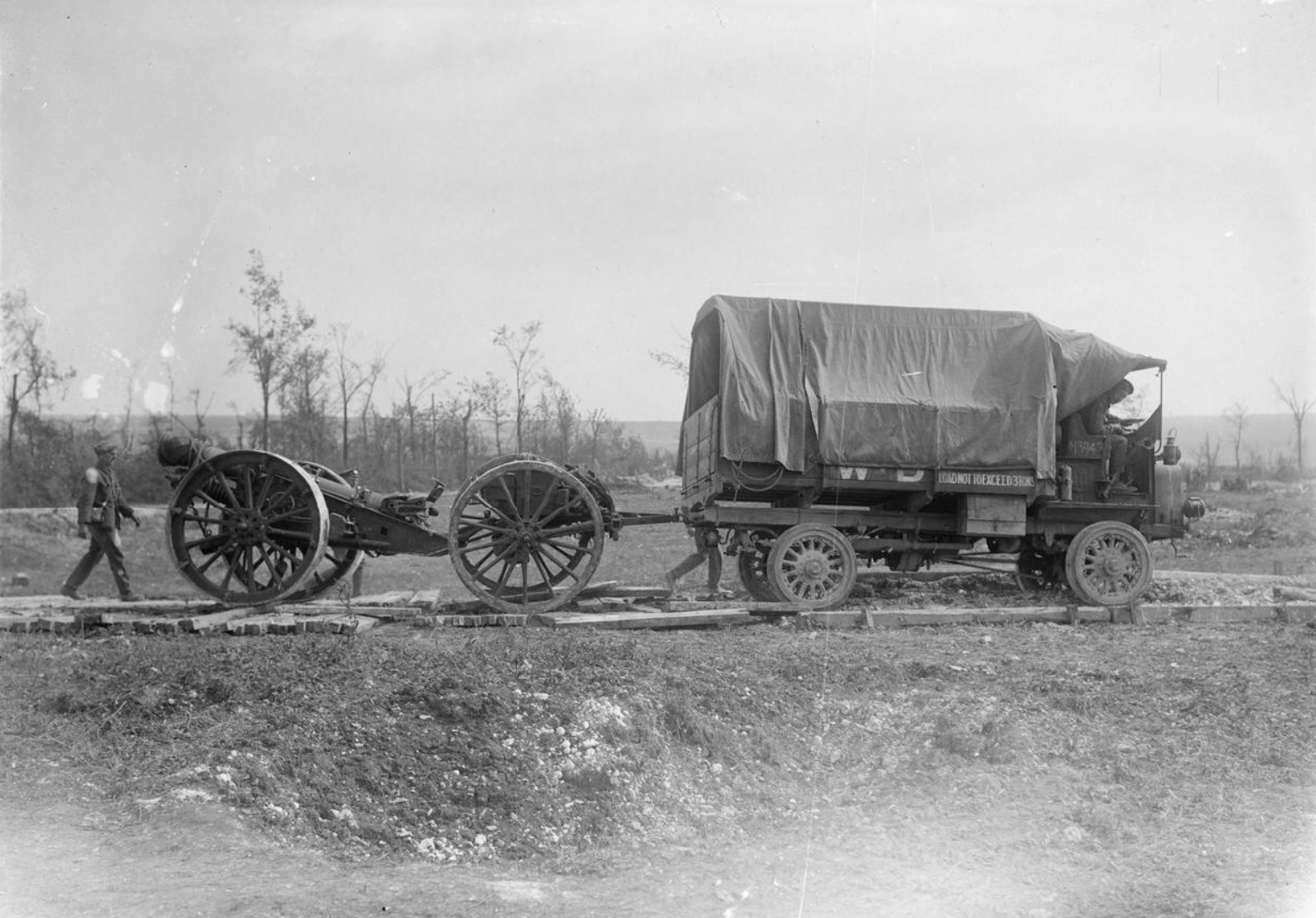
Artillerietrekker

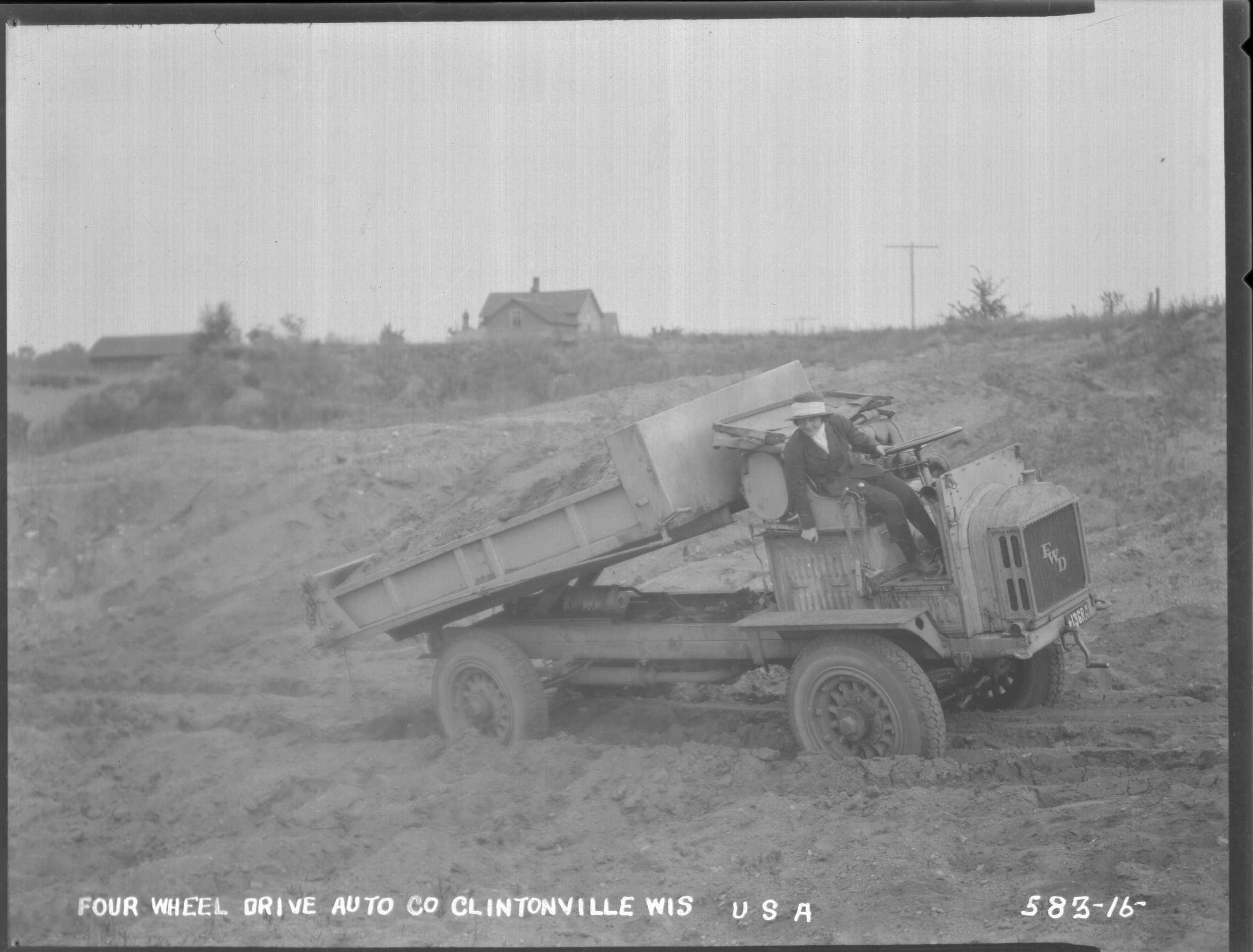
FWD met luchtbanden voor de civiele bouw

De FWD Model B was een in Amerika gebouwde vrachtwagen met vierwielaandrijving en het werd veel gebruikt in de Eerste Wereldoorlog door het Amerikaanse en Britse leger. Het voertuig werd tussen 1912 en 1919 geproduceerd door de Amerikaanse Four Wheel Drive Auto Company.

## Beschrijving
Het FWD Model B was een vrachtwagen met de bestuurderscabine boven de motor en met aandrijving op alle vier de wielen. Het was uitgerust met een Wisconsin benzinemotor met vier cilinders en een cilinderinhoud van 6,4 liter (389 kubieke inch). De motor had een vermogen van 36 pk of 27 kW bij 1800 toeren per minuut.
Het chassis bestond uit een binnenframe waar de motor en versnellingsbak op gemonteerd waren en een groter buitenframe voor de cabine en laadbak. De aandrijving op beide assen werd overgebracht via een versnellingsbak van het merk Cotta met drie versnellingen en een vergrendelbaar middendifferentieel. Deze tussenbak was uitgerust met twee differentieelsloten zodat het voertuig ook alleen met voor- of achterwielaandrijving kon rijden. Het remmen gebeurde via een band op de as achter de versnellingsbak. Het Model B was oorspronkelijk voorzien van massieve banden op spaak- of schijfwielen, maar velen zijn geschikt gemaakt voor het gebruik van luchtbanden in de jaren dertig. 
De meeste waren uitgerust met een houten laadbak, maar ook was er een versie van metaal voor het transport van munitie. Er waren ook uitvoeringen voor specifieke taken zoals het transport van luchtcompressoren of zoeklichten, als reparatiewerkplaats, mobiel kantoor of magazijn voor reserveonderdelen.

## Geschiedenis
De Four Wheel Drive Auto Company (FWD) uit Clintonville bracht het Model B op de markt in 1912. De initiële vraag was bescheiden en in 1913 werden er slechts 18 geproduceerd. Als eerste zag het Amerikaanse leger het nut van het voertuig in en begon met het testen van het voertuig.
Op 23 maart 1915 werd het Britse leger de eerste militaire klant en bestelde 50 vrachtwagens die binnen 40 dagen moesten worden afgeleverd. Er werd een Amerikaans exportagentschap opgericht die de voertuigen naar Liverpool verscheepte en in Islington kwam een depot om de voertuigen te controleren voor aflevering en te onderhouden. Ze werden gebruikt door het ministerie van Munitie. In totaal werden 2925 Model B's gekocht door het Britse leger, waarvan 1599 in Frankrijk werden ingezet. Ze werden vooral ingezet voor het transport van artillerie, munitie en pontonbrugbenodigdheden. Na de oorlog gingen veel voertuigen terug naar Engeland en vandaar naar andere delen van het Britse Rijk.
In 1916 bestelde het Amerikaanse leger 147 Model B’s voor de Pancho Villa-expeditie naar Mexico onder bevel van generaal John Pershing. Na het besluit in 1917 om Duitsland de oorlog te verklaren, bestelde het leger 30.000 Model B vrachtwagens die de militaire aanduiding "Truck, Three to Five Ton, M1917" kregen. Bij de wapenstilstand in september 1918 waren er 12.498 afgeleverd en hiervan waren er 9420 met de American Expeditionary Forces naar Frankrijk gegaan. De vraag naar het Model B oversteeg de capaciteit van FWD. Andere fabrikanten zoals de Peerless Motor Company, Kissel Motor Car Company, Premier Motor Corporation en Mitchell Motor Car Company hielpen bij de productie. Een Model  vrachtwagen werd door Premier in Indianapolis geassembleerd met behulp van onderdelen van alle vier de fabrikanten om aan te tonen dat alle onderdelen uitwisselbaar waren. Na de oorlog verkocht of verdeelde de Amerikaanse regering de meeste Model B's aan lokale overheden en gemeenten. De vrachtwagens bleken uitermate geschikt om bij bouwprojecten te worden ingezet.
Drie vrachtwagens werden opgenomen in een test van het Motor Transport Corps in 1919. In een konvooi legden diverse vrachtwagens 4800 kilometer af op een traject van Washington D.C. naar San Francisco. In het rapport van eerste luitenant Jackson, de officiële waarnemer van de Ordnance Department, staat: "De drie vrachtwagens met vierwielaandrijving waren over het algemeen de meest bevredigende in het konvooi en van alle verschillende merken die vertegenwoordigd waren, waren alleen de FWD's in staat om zonder hulp te rijden over alle slechte, modderige en zanderige stukken weg in Nebraska, Wyoming, Utah en Nevada.”
Na de oorlog zakte de verkoop van vrachtwagens in, mede door de verkoop van overtollig materiaal door de regering. FWD bleef uit de financiële problemen dankzij de verkoop van onderdelen voor de Model B. Sommige Model B’s bleven tot de jaren veertig in gebruik als voertuig in de bouw of bij het ruimen van sneeuw.